# لو يي
لو يي (20 مارس 1993 في الصين - ) هو لاعب كرة قدم صيني في مركز الهجوم. لعب مع كينغداو جونون وShandong Tengding F.C. ‏ وInner Mongolia Caoshangfei F.C. ‏.

## وصلات خارجية
- لو يي على موقع قاعدة بيانات كرة القدم.إي يو (الإنجليزية)
- لو يي على موقع عالم كرة القدم.نت (الإنجليزية)